# Evelyn Brooke

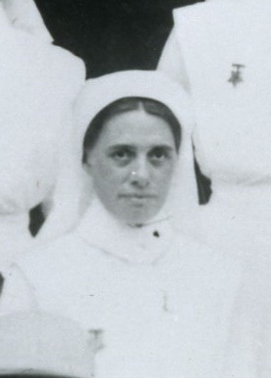
Evelyn Gertrude Brooke
(1914)

Evelyn Gertrude Brooke (* 13. September 1879 in New Plymouth, Region Taranaki Neuseeland; † 11. Februar 1962 in Wellington, Neuseeland) war eine neuseeländische, im Ersten Weltkrieg in der neuseeländischen Armee arbeitende Kranken- und Oberschwester.

## Frühes Leben
Evelyn Gertrude Brooke wurde am 13. September 1879 als Tochter der Eheleute Kate Theresa Coad und dem Schreiner Thomas William Brooke, in New Plymouth geboren. Über Evelyns Kindheit und Jugendzeit ist nichts bekannt. Ihr Vater starb vermutlich im Mai 1891, wonach ihre Mutter mit ihr nach Wellington zu und dort im März 1895 Engelbert Julius Fremersdorf heiratete.

## Arbeit und Ausbildung als Krankenschwester
1902 arbeitete Evelyn, die ihren Vornamen auf Eva geändert hatte, als Krankenschwester in Masterton, wohl aber noch nicht voll ausgebildet, denn 1904 wurde sie als Praktikantin im Wellington District Hospital angenommen, wo sie dann eine dreijährige Ausbildung zur Krankenschwester begann. Im Dezember 1907 bestand sie die staatlichen Abschlussprüfungen und arbeitete im folgenden Jahr in einem Privatkrankenhaus in Hawera, in der Region Taranaki, gefolgt von einer Tätigkeit als private Krankenschwester. 1910 kehrte sie zum Wellington Hospital zurück und bekam eine Aufgabe als Stationsschwester.

## Erster Weltkrieg
Nach dem Beginn des Ersten Weltkriegs wurde Eva zur stellvertretenden Leiterin der Krankenschwestern ernannt, die im August 1914 mit der New Zealand Expeditionary Force nach Deutsch-Samoa gingen. Im April 1915 wurde sie dann Oberschwester des Krankenpflegedienstes des New Zealand Army Nursing Service, gefolgt von der Position der Oberschwester auf dem Lazarettschiff Maheno. Als Oberschwester war sie dort für alle pflegerischen Maßnahmen verantwortlich. Sie musste männlichen Pfleger ausbilden, die aber einem Unteroffizier unterstellt waren. So kam es immer wieder zu Streitigkeiten der Zuständigkeiten und die Frauen, die auf dem Schiff ihren Dienst versahen, waren einer Menge Unannehmlichkeiten ausgesetzt.

### Gallipoli
Im Juli 1915 ging ihre Reise in die Türkei. Im August und September 1915 fuhr die Maheno fünf Mal in eine Bucht in Gallipoli, um Kranke und verletzte Soldaten an Bord zu nehmen. Die Krankenschwestern wurde dort mit den Schrecken des Krieges konfrontiert, in dem sie den armen, zerfetzten, verstümmelten Männern Hilfe leisten mussten. Krankheit und Verwesung waren ihre täglichen Begleiter und Eva musste die Einsätze alle koordinieren und managen. Im Januar 1916 kehrte Eva für knapp ein Jahr nach Neuseeland zurück und arbeitete als Oberin im Militärkrankenhaus des Trentham Military Camp. Die Bekämpfung von Grippe- und Hirnhautentzündungserkrankungen waren ihre Aufgaben.
Im November wurde sie mit der Marama auf einem anderen Lazarettschiff eingesetzt. Ihre Arbeit dort war weniger anstrengend, aber das Schiff war einer ständigen Gefahr ausgesetzt, versengt zu werden, so wie es mindestens acht anderen Lazarettschiffen während des Krieges widerfuhr. Im Mai 1917 mussten alle Krankenschwestern in Suez ausgeschifft und nach England gebracht werden.

### England

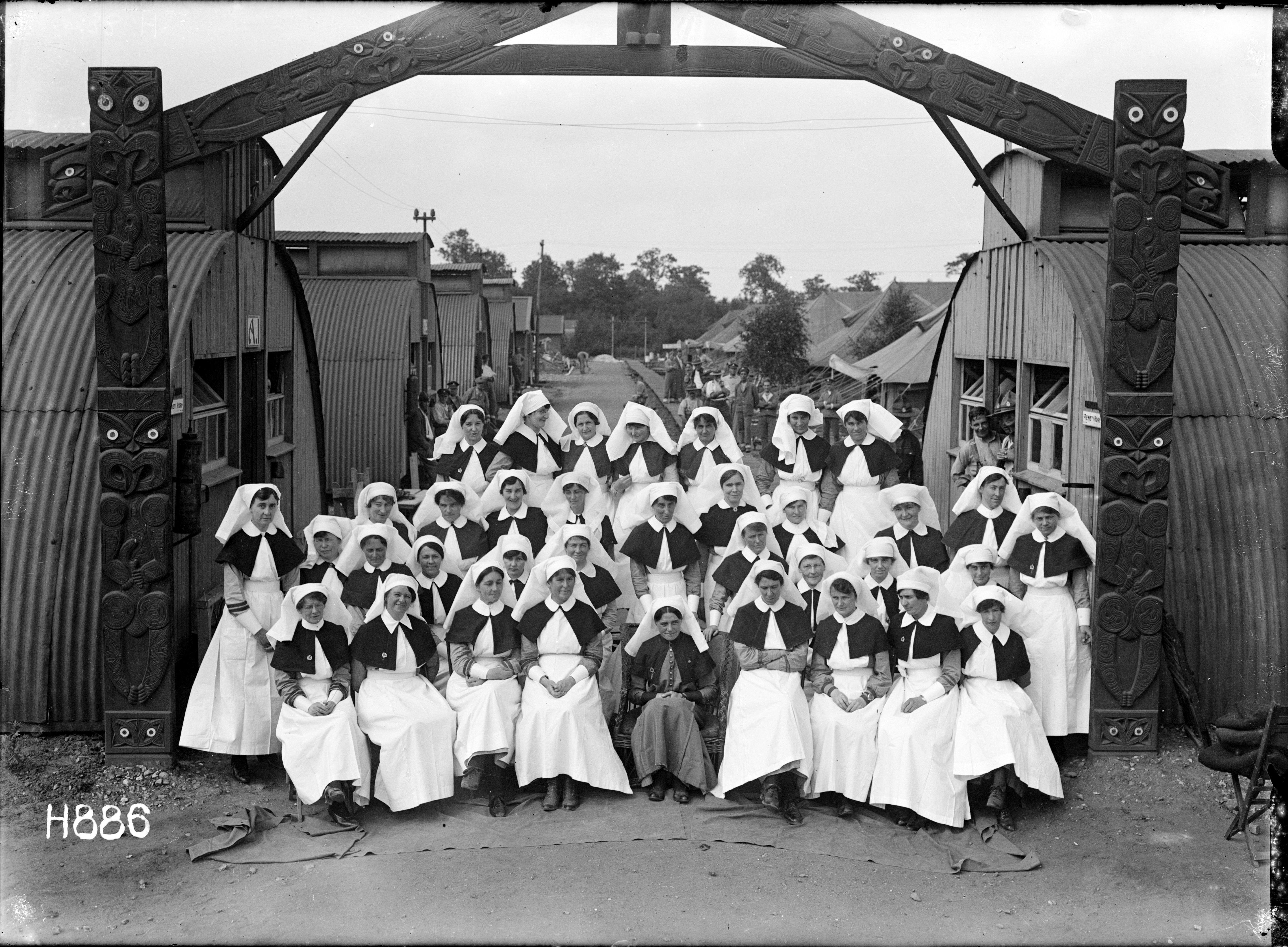
Gruppenfoto vor dem New Zealand Stationary Hospital (August 1918)
Evelyn Gertrude Brooke in der Mitte sitzend

Bis Ende des Jahres 1917 versah sie als Oberschwester des New Zealand Hospital for Officers in Brighton, an der Südküste Englands ihren Dienst, bevor sie in das No 1 New Zealand Stationary Hospital in Wisques, der Region Hauts-de-France in Frankreich versetzt wurde. Eva war dort mit ständig wechselndem Personal konfrontiert und der Winter war so kalt, dass viele mit Schützengrabenfüße zu kämpfen hatten.

## Zurück in Neuseeland
Nach ihrer Rückkehr nach Neuseeland wurde Eva zunächst von Juni bis Dezember 1919 als Oberin in dem Militärkrankenhaus in Featherston eingesetzt, gefolgt von einem Jahr in Narrow Neck in Auckland. Nach der Demobilisierung im Jahr 1920 wurde Eva in den Buckingham Palace eingeladen und als einzige neuseeländische Krankenschwester mit dem Royal Red Cross and Bar ausgezeichnet. Im Juni 1921 übernahm Eva dann noch einmal eine Position als Oberschwester, als sie sich im Rannerdale Home in Christchurch um behinderte Veteranen kümmerte, die ständig eine qualifizierte Pflege benötigten.

## Ehe
Eva gab ihre Beschäftigung auf und heiratete am 12. Juni 1925 in Christchurch mit William John Brown einen Veteranen, der zuvor einer ihrer Patienten gewesen war. Die Ehe blieb kinderlos. Sie blieben in Christchurch, wo ihr Mann als Lokführer eine Betätigung fand.

## Letzte Arbeit als Krankenschwester
Nach seinem Tod kehrte Eva nach Wellington zurück, wo sie für einige Jahre bis 1957 als private Krankenschwester tätig war. Anschließend zog sie in das Lady Freyberg Servicewomen’s Veterans’ Home, um ihren Ruheabend zu finden. Sie verstarb am 11. Februar 1962 in Wellington.